# Lycomorphodes flavipars
Lycomorphodes flavipars är en fjärilsart som beskrevs av George Francis Hampson 1909. Lycomorphodes flavipars ingår i släktet Lycomorphodes och familjen björnspinnare. Inga underarter finns listade i Catalogue of Life.